# Jerka (przystanek kolejowy)
Jerka – nieczynny kolejowy przystanek osobowy na linii nr 366 w Jerce, w województwie wielkopolskim, w Polsce. Zachował się zdemolowany budynek stacyjny. Przystanek znajduje się na trasie Krzywińskiej Kolei Drezynowej..